# Алендарова
Помилка Lua у Модуль:Mapframe_для_карток у рядку 127: attempt to index field 'datavalue' (a nil value).
Аленда́рова (болг. Алендарова) — село в Пазарджицькій області Болгарії. Входить до складу общини Велинград.

## Населення
За даними перепису населення 2011 року у селі проживали 272 особи, з них 265 осіб (99,3%) — болгари.
Розподіл населення за віком у 2011 році:
Динаміка населення: